# Élections régionales de 2010 en Guyane
Pour un article plus général, voir Élections régionales françaises de 2010.
Les élections régionales ont eu lieu les 14 et 21 mars 2010.

## Mode d'élection
Le mode de scrutin est fixé par le code électoral. Il précise que les conseillers régionaux sont élus tous les six ans.
Les conseillers régionaux sont élus dans chaque région au scrutin de liste à deux tours sans adjonction ni suppression de noms et sans modification de l'ordre de présentation. Chaque liste est constituée d'autant de sections qu'il y a de départements dans la région.
Si une liste a recueilli la majorité absolue des suffrages exprimés au premier tour, le quart des sièges lui est attribué. Le reste est réparti à la proportionnelle suivant la règle de la plus forte moyenne. Une liste ayant obtenu moins de 5 % des suffrages exprimés ne peut se voir attribuer un siège.
Sinon on procède à un second tour où peuvent se présenter les listes ayant obtenu 10 % des suffrages exprimés. La composition de ces listes peut être modifiée pour comprendre les candidats ayant figuré au premier tour sur d’autres listes, sous réserve que celles-ci aient obtenu au premier tour au moins 5 % des suffrages exprimés et ne se présentent pas au second tour. À l’issue du second tour, les sièges sont répartis de la même façon.
Les sièges étant attribués à chaque liste, on effectue ensuite la répartition entre les sections départementales, au prorata des voix obtenues par la liste dans chaque département.

## Contexte local avant les élections
Antoine Karam, président du conseil régional Guyane depuis 1992, a décidé de ne pas se représenter en 2010. En 2004, il avait été réélu grâce à la courte avance de sa liste au second tour dans une triangulaire serrée avec 37,24 % des voix, contre 31,58 % des suffrages pour la liste UMP du Secrétaire d'État au Tourisme Léon Bertrand et au de la liste d'union de la gauche du sénateur Georges Othily totalisant 31,18 % des voix.
Le maire de Saint-Laurent-du-Maroni, Léon Bertrand, considéré comme le véritable baron de la droite local, fut un temps candidat avant de perdre l'investiture du comité de liaison de la majorité présidentielle après sa mise en détention provisoire dans une affaire de favoritisme. La majorité présidentielle investit alors le maire divers gauche de Cayenne, Rodolphe Alexandre.
Le divers droite Roger Arel et les deux candidats divers droite autonomistes, Joëlle Prévôt-Madère et Gilbert Fossé sont également candidats.
Les députées Chantal Berthelot et Christiane Taubira, ainsi que Gabriel Serville du PSG, sont les grandes favoris à gauche de l'échiquier. D'ores et déjà Christiane Taubira et le socialiste Gabriel Serville ont indiqué leur rapprochement au second tour. Enfin la liste Europe Écologie est mené par José Gaillou, et celle du FGPS par Léon Jean-Baptiste-Édouard, déjà candidat en lors des élections régionales de 2004, ayant réalisé un score de 1,96 %.

## Candidats

### Présentation générale
- Parti socialiste guyanais (PSG) : Gabriel Serville, proviseur et conseiller municipal d'opposition de Matoury, tête de liste Une Guyane pour tous.
- À gauche en Guyane (AGEG) - Parti progressiste guyanais (PPG) - PSG dissidents : Chantal Berthelot, agricultrice et syndicaliste, vice-présidente sortante du conseil régional, députée de la 2e circonscription de Guyane, tête de liste Pour une Guyane forte, réconciliée, épanouie.
- Fédération de la Guyane du Parti socialiste (FGPS) : Léon Jean-Baptiste-Édouard, tête de liste Le renouveau pour la région Guyane qu'on aime.
- Walwari - Mouvement de décolonisation et d'émancipation sociale (MDES) - Action et Progrès Citoyens (APC) : Christiane Taubira, professeure de sciences économiques, députée de la 1re circonscription de Guyane, conseillère régionale sortante, tête de liste Deux ans : un marathon pour bâtir.
- Forces démocratiques de Guyane (FDG) : Gil Horth, conseiller régional sortant et 2e adjoint au maire de Cayenne, tête de liste Construisons le progrès.
- Europe Écologie (EÉ) - PSG dissidents : José Gaillou, vice-président sortant du conseil régional, tête de liste Guyane Écologie.
- Divers droite (DVD) : Gilbert Fossé, maire de Papaïchton, pour la liste Guyane Espérance.
- Divers droite (DVD) - Union pour un mouvement populaire (UMP) dissidents :  Joëlle Prévôt-Madère, conseillère régionale sortante, tête de liste Construisons la Guyane.
- Guyane 73 (G73) - Majorité présidentielle - Union des sociaux-démocrates (USD) : Rodolphe Alexandre, maire de Cayenne, tête de liste Majorité présidentielle.
- DVD - Union pour un mouvement populaire (UMP) dissidents : Roger Arel, tête de liste Une droite dynamique pour une Guyane moderne, prospère et solidaire.

### Têtes de liste qualifiées pour le second tour

1: Rodolphe Alexandre (LMAJ)
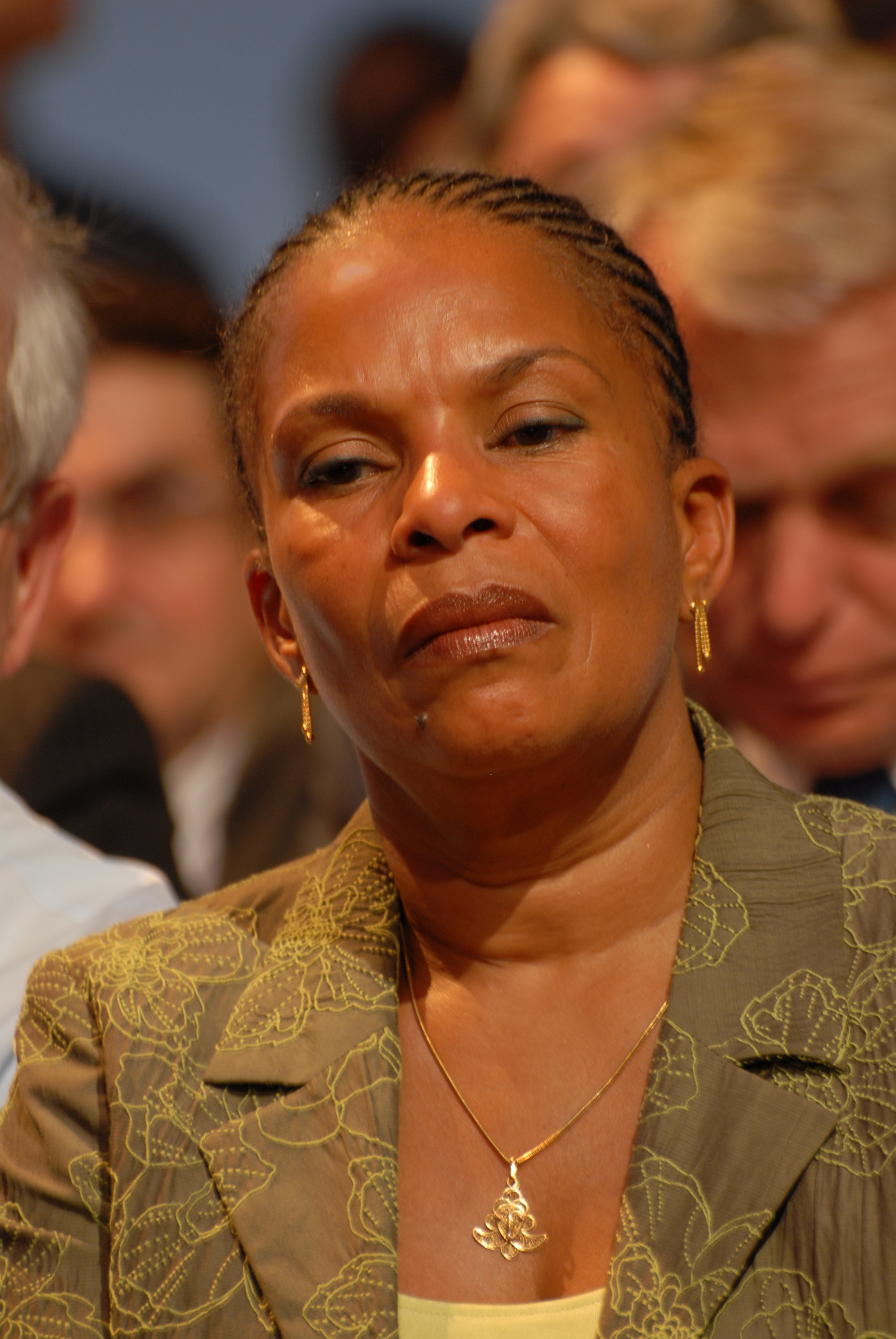
2: Christiane Taubira (LUG - alliance avec les listes Serville, Gaillou et Berthelot)

## Résultats
|                |                            |                      |              |              |             |             |        |        |  |  |  |  |  |  |
| Tête de liste  | Tête de liste              | Liste                | Premier tour | Premier tour | Second tour | Second tour | Sièges | Sièges |  |  |  |  |  |  |
| Tête de liste  | Tête de liste              | Liste                | #            | %            | #           | %           | #      | %      |  |  |  |  |  |  |
|                | Rodolphe Alexandre         | G73 - UMP            | 12 202       | 40,61        | 19 152      | 56,11       | 21     | 67,74  |  |  |  |  |  |  |
|                | Christiane Taubira         | Walwari - MDES - APC | 6 916        | 23,02        | 14 982      | 43,89       | 10     | 32,26  |  |  |  |  |  |  |
|                | Gabriel Serville           | PSG                  | 1 845        | 6,14         | 14 982      | 43,89       | 10     | 32,26  |  |  |  |  |  |  |
|                | José Gaillou               | GÉ                   | 1 582        | 5,27         | 14 982      | 43,89       | 10     | 32,26  |  |  |  |  |  |  |
|                | Chantal Berthelot          | AGEG - PPG           | 1 532        | 5,10         | 14 982      | 43,89       | 10     | 32,26  |  |  |  |  |  |  |
|                | Joëlle Prévôt-Madère       | DVD                  | 2 225        | 7,41         |             |             |        |        |  |  |  |  |  |  |
|                | Gil Horth                  | FDG                  | 1 443        | 4,80         |             |             |        |        |  |  |  |  |  |  |
|                | Roger Arel                 | DVD                  | 1 274        | 4,24         |             |             |        |        |  |  |  |  |  |  |
|                | Gilbert Fossé              | DVD                  | 725          | 2,41         |             |             |        |        |  |  |  |  |  |  |
|                | Léon Jean-Baptiste-Édouard | FGPS                 | 301          | 1,00         |             |             |        |        |  |  |  |  |  |  |
|                |                            |                      |              |              |             |             |        |        |  |  |  |  |  |  |
| Inscrits       | Inscrits                   | Inscrits             | 69 657       | 100,00       | 69 664      | 100,00      |        |        |  |  |  |  |  |  |
| Abstention     | Abstention                 | Abstention           | 38 701       | 55,56        | 34 332      | 49,28       |        |        |  |  |  |  |  |  |
| Votants        | Votants                    | Votants              | 30 956       | 44,44        | 35 332      | 50,72       |        |        |  |  |  |  |  |  |
| Blancs et nuls | Blancs et nuls             | Blancs et nuls       | 911          | 2,94         | 1 198       | 3,39        |        |        |  |  |  |  |  |  |
| Exprimés       | Exprimés                   | Exprimés             | 30 045       | 97,06        | 34 134      | 96,61       |        |        |  |  |  |  |  |  |

## Conséquences
Dans un contexte national favorable à la gauche, la Guyane est avec La Réunion la seule région à être conquise par la Majorité présidentielle sur la gauche. 